# Selliguea decurrens
Selliguea decurrens là một loài thực vật có mạch trong họ Polypodiaceae. Loài này được (Wall.) C. Presl miêu tả khoa học đầu tiên năm 1836.